# Débora Falabella
Débora Falabella (Belo Horizonte, 1979. február 22. –) olasz származású brazil színész, filmszínész és televíziós színész.

## Filmográfia

### Televízió
| Év   | Cím                         | Szerep                                                    | Megjegyzések |
| ---- | --------------------------- | --------------------------------------------------------- | ------------ |
| 1998 | Malhação                    | Antônia                                                   |              |
| 1999 | Mulher                      | Aninha                                                    | Cameo        |
| 2000 | Chiquititas Brasil          | Estrela                                                   |              |
| 2001 | Um Anjo Caiu do Céu         | Cuca de Montaltino Medeiros                               |              |
| 2001 | A klón                      | Mel Ferraz                                                |              |
| 2003 | Agora É que São Elas        | Léo (Leonarda Mendes Galvão)                              |              |
| 2003 | Casseta & Planeta, Urgente! | önmaga                                                    | Cameo        |
| 2004 | Um Só Coração               | Rachel Rosenberg                                          |              |
| 2004 | Senhora do Destino          | Duda (Maria Eduarda de Andrade e Couto Ferreira da Silva) |              |
| 2006 | JK                          | Sarah Lemos Kubitschek                                    |              |
| 2006 | Sinhá Moça                  | Sinhá Moça (Maria das Graças Ferreira)                    |              |
| 2006 | Sitcom.br                   |                                                           | Cameo        |
| 2007 | Duas Caras                  | Julia de Queiroz Barreto                                  |              |
| 2008 | Episódio Especial           | önmaga                                                    | Cameo        |
| 2009 | Som & Fúria                 | Sarah                                                     |              |
| 2010 | Escrito nas Estrelas        | Beatriz Cristina Tavares de Miranda                       |              |
| 2011 | Ti Ti Ti                    | Isabel Campos Dimery                                      | Cameo        |
| 2011 | A Mulher Invisível          | Clarisse                                                  |              |
| 2011 | Homens de Bem               | Mary                                                      |              |
| 2012 | venida Brasil               | Nina García Hernández (Rita Fonseca de Souza)             |              |
| 2014 | Dupla Identidade            | Ray                                                       |              |

### Film
| Év   | Cím                                | Szerep               | Megjegyzések    |
| ---- | ---------------------------------- | -------------------- | --------------- |
| 2001 | Françoise                          | Françoise            | rövidfilm       |
| 2002 | Dois Perdidos numa Noite Suja      | Paco / Rita          |                 |
| 2003 | Lisbela e o Prisioneiro            | Lisbela              |                 |
| 2003 | Bolondos dallamok – Újra bevetésen | Kate                 | brazil szinkron |
| 2004 | Cazuza - O Tempo Não Pára          | Dani (Denise Dumont) |                 |
| 2004 | A Dona da História                 | Carolina (young)     |                 |
| 2006 | 5 Mentiras                         | Chucky               | rövidfilm       |
| 2007 | Primo Basílio                      | Luísa                |                 |
| 2008 | La Dolorosa                        | Miranda              | rövidfilm       |
| 2008 | Quarto 38                          | Simone               | rövidfilm       |
| 2009 | Doce Amargo                        | Moira / Moema        |                 |
| 2011 | Meu País                           | Manuela              |                 |